# おみそん
おみそん（3月1日 - ）は日本の男性YouTuber､作家｡福岡県北九州市出身｡京都府在住｡血液型はB型｡別名は下念司｡

## 概要
都市伝説系YouTuberである｡メインチャンネルとして､おみそちゃんねる【世界どん深闇ニュース】を毎日17時に投稿し､サブチャンネルとして､おみそんのかわいちょLIVEを平日12時半から配信している｡
別名である下念司の由来は､兄と慕っていた上念司からきている｡
家族構成は父､母､姉､弟である｡
メインチャンネルのエンディングでは､攻撃戦だ（コンギョ）を元に作った替え歌を流している｡

## 来歴
三人姉弟の長男として福岡県北九州市に生まれる｡北九州市立篠崎中学校卒業  ｡
YouTuberになる前は営業職に就いていたが、Naokiman Showの影響を受けて、2020年5月11日におみそちゃんねる【世界どん深闇ニュース】を開設した｡
2020年アメリカ合衆国大統領選挙の時､マスコミが印象操作をしているように感じ､｢何かがおかしい｣と考え始める。
2021年3月14日､おみそんのかわいちょLIVEを開設する｡
2025年2月27日､自身初の著書『おみその世界どん深闇ニュースやっぱり何かがおかしい都市伝説の探究がアナタをちょっとだけ救うかもしれない』を発売する｡

## 著書
- おみそん『おみその世界どん深闇ニュースやっぱり何かがおかしい都市伝説の探究がアナタをちょっとだけ救うかもしれない』徳間書店、2025年2月27日。ISBN 9784198659547。